# Scott Vickaryous
Scott Vickaryous est un acteur canadien, né le 13 septembre 1975, à Port Alberni, Colombie-Britannique, Canada.

## Filmographie

### Cinéma
- 1997 : The Right Connections
- 1999 : Nos Héros: Scandale à Glen Ridge
- 2000 : A Time for Dancing
- 2000 : Dangereuse Séduction de David Raynr : Stu
- 2002 : A Time for Dancing de Peter Gilbert : Eli
- 2005 : Silent Scream de Matt Cantu : Mark
- 2006 : Eating Out 2: Sloppy Seconds de Philipp J. Bartell : Jacob
- 2018 : Deadpool 2

### Télévision
- 1997 : Classe Croisière : Max Ballard (44 épisodes)
- 1997 : Breaking the Surface: The Greg Louganis Story
- 1997 : Viper – Sebastian Maddox
- 1997 : Poltergeist: The Legacy – Bobby Warner
- 1997 : The Accident: A Moment of Truth Movie
- 1998 : A Champion's Fight: A Moment of Truth Movie
- 1998 : The Outer Limits – Young Sinclair
- 1998 : Race Against Fear
- 1999 : Safe Harbor
- 1999 : Final Run
- 2000 : La Famille Green
- 2012 : Fringe